# 洛厄爾 (印地安納州巴塞洛繆縣)
洛厄爾（英語：Lowell）是位於美國印地安納州巴塞洛繆縣的一個非建制地區。該地的面積和人口皆未知。

## 地理
洛厄爾的座標為39°15′11″N 85°56′47″W / 39.25306°N 85.94639°W，而該地的平均海拔高度為193米（即633英尺）。